# História antiga do Iêmen

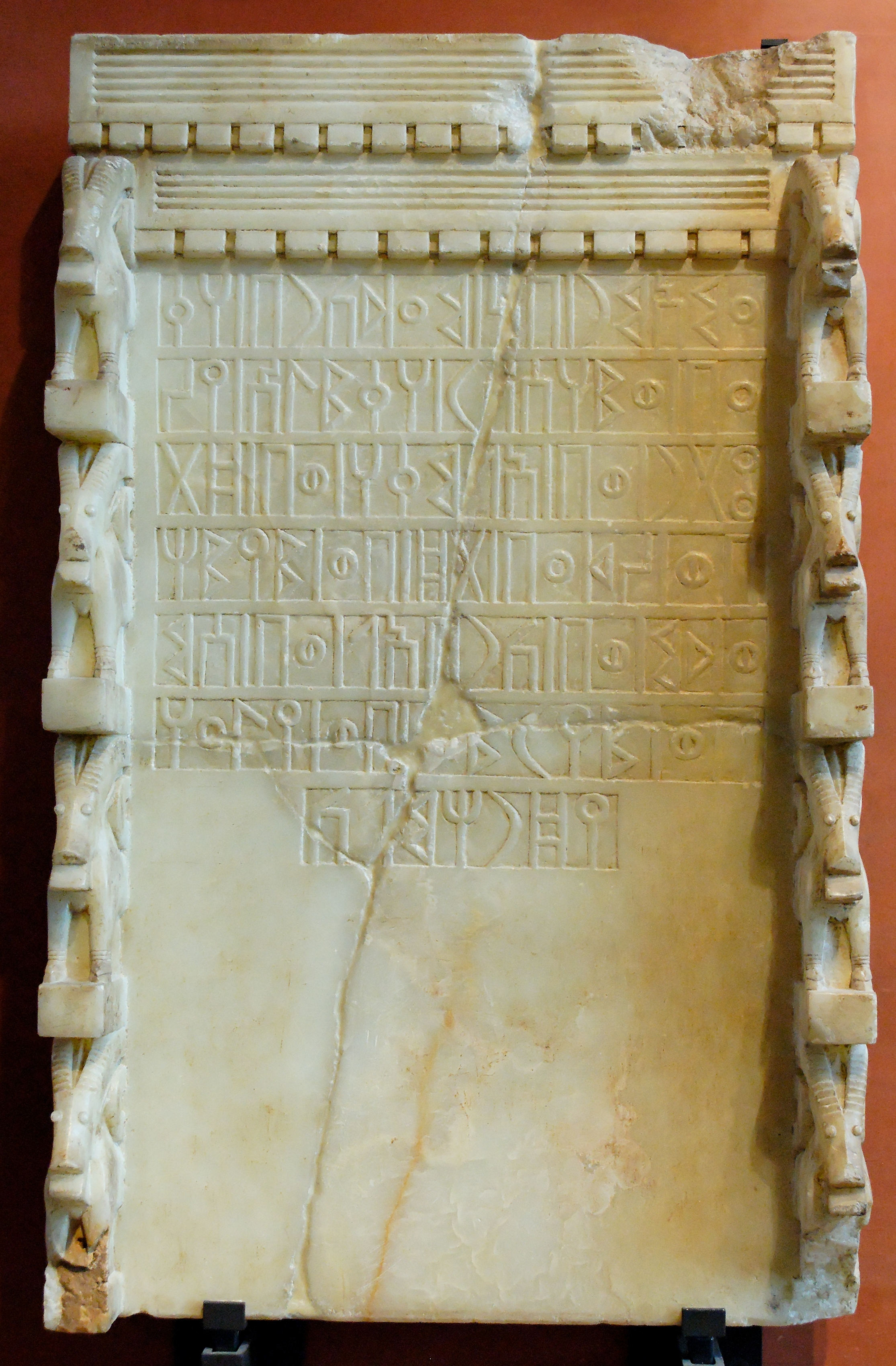
Inscrição sabeia dirigida ao deus-Lua Almacá, que cita cinco deuses sul-arábicos, dois soberanos reinantes e dois governadores, do século VII a.C.

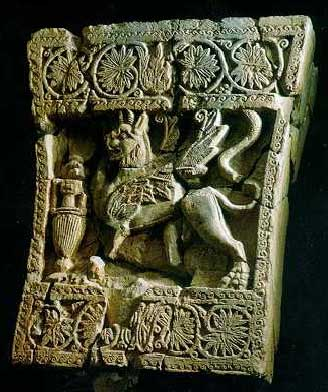
Um grifo do palácio real em Xabua, a capital de Hadramaute

A história antiga do Iêmem, localizado no sul da Arábia, é especialmente importante porque o Iêmem é um dos mais antigos centros da civilização no Oriente Próximo . Suas terras relativamente férteis e precipitações adequadas em um clima úmido ajudaram a sustentar uma população estável, uma característica reconhecida pelo antigo geógrafo grego Ptolomeu, que descreveu o Iêmem como "Arábia Eudemão" (mais conhecida na sua tradução para o latim, de Arábia Feliz) significando Arábia Feliz. Entre os séculos VIII a.C. e o VI d.C. foi dominado por seis estados principais que rivalizavam um com o outro, ou eram aliados entre si e controlavam o lucrativo comércio de especiarias: Sabeus, Maim, Catabã, Hadramaute, Auçã e Himiar  O Islã chegou em 630, e o Iêmem se tornou parte do Califado Ortodoxo.

## Catã Pré-Dinástico (séculos XXIII-VIII a.C.)
No século XXIII a.C., os árabes do sul da Península Arábica se uniram sob a liderança de Catã . Os catanitas iniciaram a construção de barragens de terra simples e canais na área Maribe no deserto Sayhad. Esta área se tornaria mais tarde o local da barragem de Maribe. Uma rota de comércio começou a florescer ao longo do Mar Vermelho nas costas do Tiama. Uma ordem de sacerdotes que apareceu na cultura do sul da Arábia, referidos como Mucarribes (reis) Sabeus  e representada por líderes tribais locais, veio a governar a Arábia do Sul e algumas partes da África Oriental. 
Segundo o Alcorão, este período testemunhou o reino da lendária rainha Belquis, identificada com a Rainha de Sabá mencionada na Bíblia . Este período terminou com a chegada do alfabeto no século IX a.C. Uma variante da escrita fenícia, levará ao registro da história do sul da Arábia.

## Reino de Sabá (século VIII a.C.-275 d.C.)
Durante o governo dos sabeus o comércio e a agricultura floresceram, gerando muita riqueza e prosperidade. O reino de Sabá era localizado no que é hoje a região de Assir, no sudoeste do Iêmem, e sua capital, Maribe, ficava perto do que é agora a moderna capital do Iêmem, Saná.  De acordo com a tradição árabe, o filho mais velho de Noé, Sem, fundou a cidade de Maribe. 
Durante o governo de Sabá, o Iêmem foi chamado de Arábia Feliz pelos romanos, que ficaram impressionados com sua riqueza e prosperidade. O imperador romano Augusto mandou uma expedição militar para conquistar a "Arábia Feliz", sob as ordens de Élio Galo. Depois de um fracassado cerco de Maribe, o general romano retirou-se para o Egito, enquanto sua frota destruía o porto de Adém, a fim de garantir a rota comercial romana à Índia. 
O sucesso do Reino foi baseado no cultivo e comércio de especiarias e produtos aromáticos, incluindo incenso e mirra. Estes foram exportados para os países do Mediterrâneo, Índia e Abissínia, onde foram muito apreciados por muitas culturas, usando camelos em rotas através Arábia, seguindo para a Índia por mar. 
A agricultura no Iêmem prosperou durante este tempo devido a um avançado sistema de irrigação que consistia em grandes túneis de água nas montanhas, e barragens. O mais impressionante destes trabalhos de terraplenagem, conhecida como a represa de Maribe foi construída em 700 a.C., provendo  irrigação para cerca de 101 km² de terra  e perdurando por mais de um milênio, finalmente entrando em colapso em 570, após séculos de negligência. A destruição final da barragem é citada no Alcorão e a conseqüente falha no sistema de irrigação provocou a migração de até 50.000 pessoas. 
O reino de Sabá, com sua capital em Maribe onde os restos de um templo de grandes dimensões podem ainda ser visto, prosperou por quase 14 séculos. Alguns argumentaram que este reino era o Sabá descrito no Antigo Testamento.

## Reino de Hadramaute (século VIII a.C.-300 d.C.)

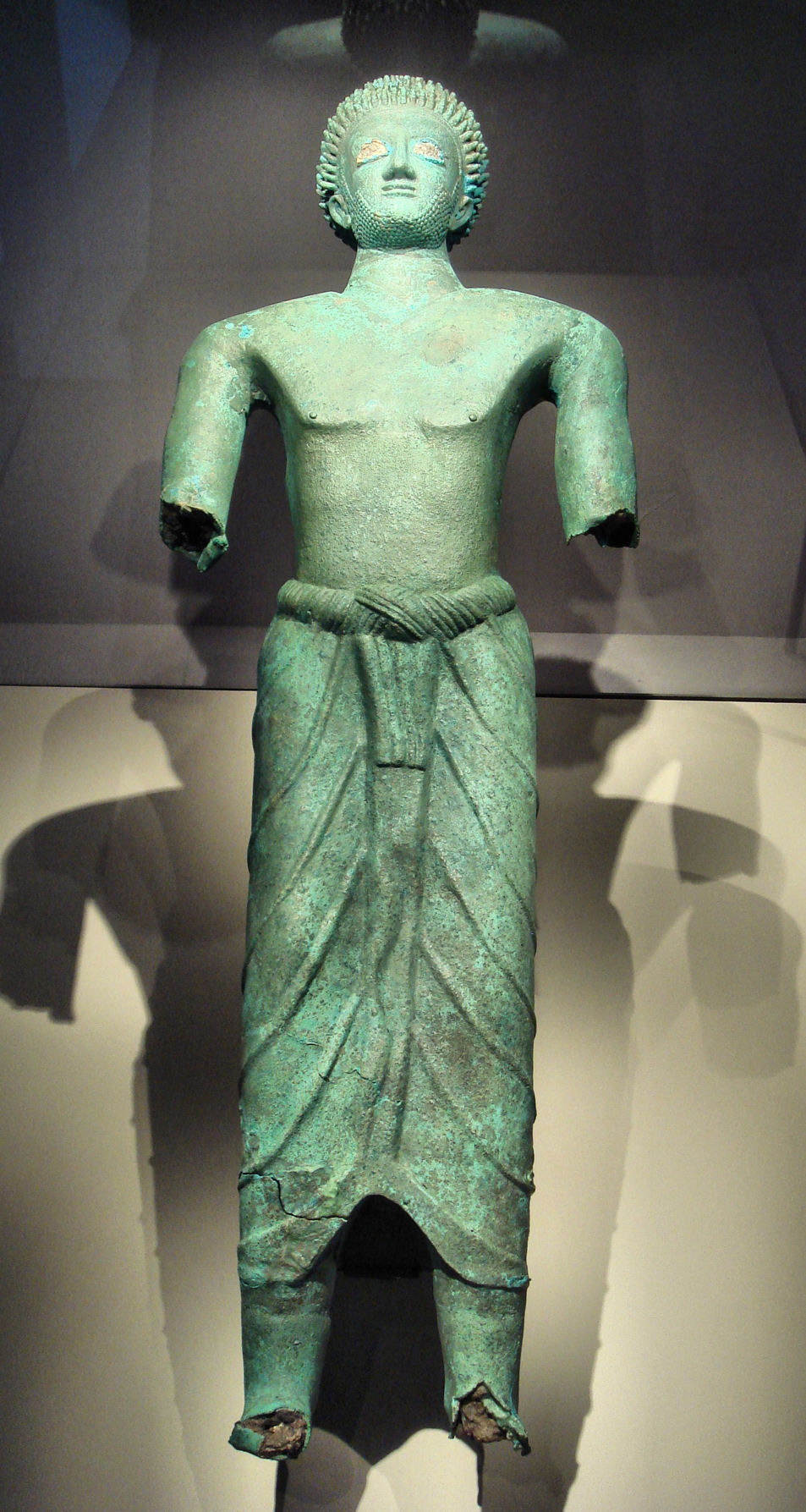
"Homem de bronze" encontrado em Al Bayda' (antigo Nascum), Museu do Louvre

As primeiras inscrições conhecidas de Hadramaute são do século VIII a.C. Foi citado pela primeira vez por uma civilização estrangeira, em uma inscrição sabeia antiga de Carabil do início do século VII a.C., em que o Rei de Hadramaute, Iadail, é mencionado como sendo um dos seus aliados. Quando os Mineanos assumiram o controle das rotas de caravanas no século IV a.C., no entanto, Hadramaute tornou-se um de seus Estados confederados, provavelmente devido a interesses comerciais. Ele mais tarde se tornou independente e foi invadido pelo reino em expansão de Himiar em torno do século I a.C., mas foi capaz de repelir o ataque. Hadramaute anexou Catabã na segunda metade do século II d.C., atingindo o seu maior tamanho. Durante este período, Hadramaute esteve continuamente em guerra com Himiar e Sabá, e o rei de Sabá Sha'irum Awtar foi ainda capaz de tomar a sua capital, Shabwa, em 225. Durante este período o Reino de Axum começou a interferir nos assuntos do sul da Arábia. O Rei Gedara de Axum (GRDT) então ordenou o envio de tropas sob o comando de seu filho, Beigat (BYGT), para a costa ocidental a fins de ocupar Zafar, a capital himiarita, bem como da costa sul contra Hadramaute como aliados de Sabá. O reino de Hadramaute acabou por ser conquistado pelo rei himiarita Shammar Yuhar'ish cerca de 300 d.C., unificando todos os reinos sul-árabes.

## Reino de Auçã (800−500 a.C.)
O antigo Reino de Auçã, com sua capital em Hajar Iair no uádi Marca, ao sul do uádi Bayhan, está agora marcado por um tel ou montículo artificial, que localmente é chamado Hagar Asfal em Shabwa. Foi um dos pequenos reinos mais importantes do sul da Arábia. A cidade parece ter sido destruída no século VII a.C. pelo mucarribe (rei) de Sabá Caribil Uatar, de acordo com um texto de Sabá, que relata a vitória em termos que atestam a sua importância para os sabeus.

## Reino de Catabã (século IV a.C.-200 d.C.)

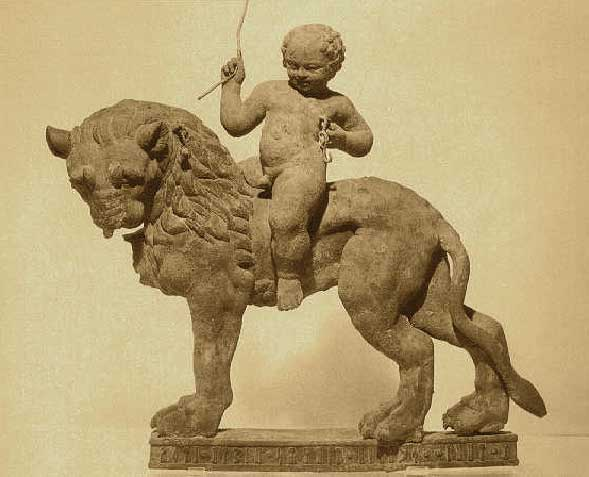
Leão de bronze com um cavaleiro feito pelos catabanes por volta de

Catabã foi um dos antigos reinos iemenitas que floresceram no vale Baihan. Tal como os outros reinos do sul da Arábia ganhou uma grande riqueza do comércio de incenso e mirra, que eram queimados em altares. A capital do Catabã foi nomeada Timna e era localizada na rota de comércio que passava pelos outros reinos de Hadramaute, Sabá e Maim. A principal divindade dos catabanes foi Amm, ou "Tio" e as pessoas chamavam os filhos da Amm.

## Reino de Maim (século VIII a.C.-100 d.C.)
Durante o domínio mineano a capital foi Carna (atualmente conhecida como Sadá). Sua outra cidade importante foi Iatil (atualmente conhecida como Baraqish). Outras partes do Iêmem moderno incluem Catabã e a cadeia costeira de estações de água conhecido como o Hadramaute. Apesar de os Sabeus dominarem no período anterior da história do sul da Arábia, as inscrições mineanas são do mesmo período que as primeiras inscrições sabeias. Note-se, entretanto, que elas pré-datam o aparecimento dos mineanos si, e, portanto, são chamados agora de forma mais adequada como "madábicas" e não "mineanas". O Reino mineano foi centrado no noroeste do Iêmem, com a maioria de suas cidades que ao longo do uádi Madabe. Inscrições minaicas foram encontradas muito longe do Reino de Maim, tão longe quanto Al-'Ula no noroeste da Arábia Saudita e mesmo na ilha de Delos e no Egito. Foi o primeiro dos reinos da Arábia do sul a colapsar, e a língua mineia desapareceu por volta de 100 d.C. .

## Reino Himiarita (século II a.C.-525 d.C.)

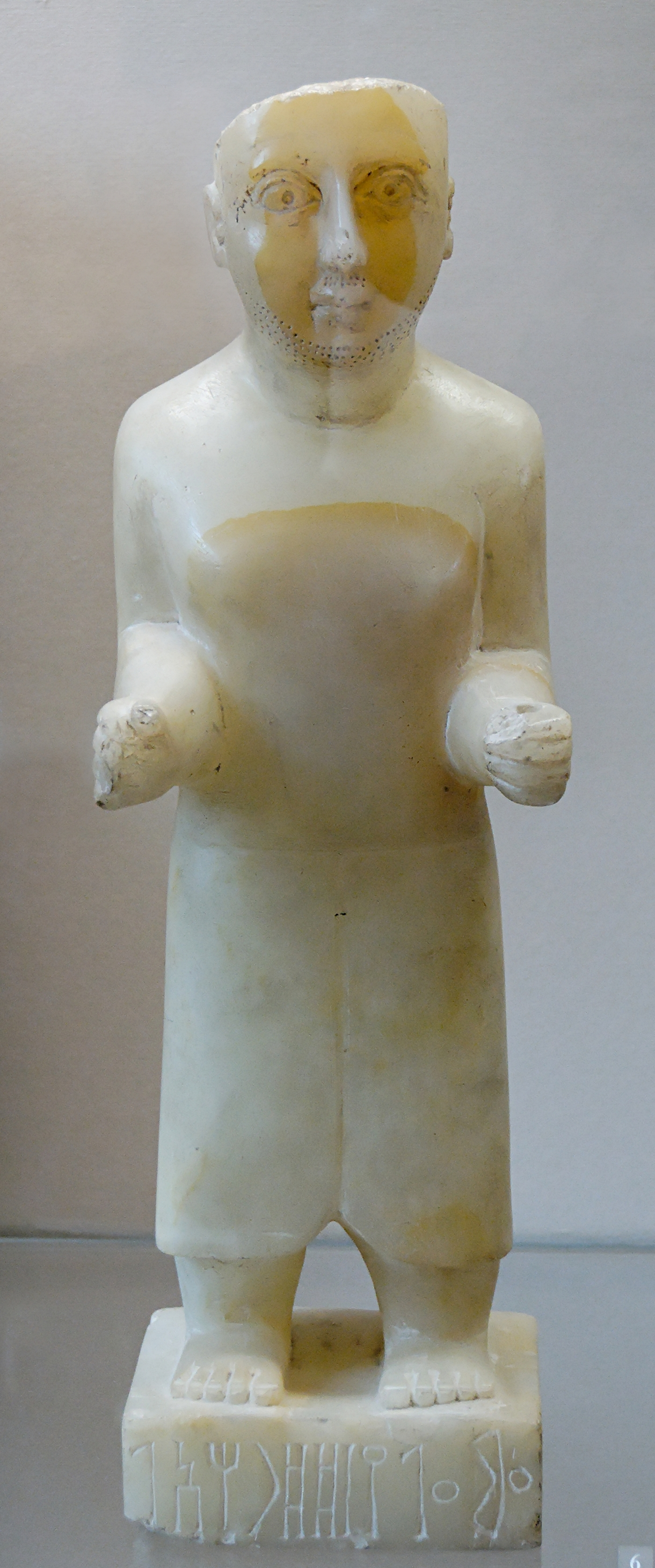
Estátua de Ammaalay, do século I a.C., Iêmem

Os himiaritas uniram-se no sudoeste árabe, controlando o Mar Vermelho, bem como as costas do golfo de Adém. De sua capital, os reis himiaritas lançaram campanhas militares bem sucedidas, e estenderam o seu domínio, durante algum tempo, do Golfo Pérsico ao norte do deserto da Arábia. 
Durante o século III d.C. os reinos do sul da Arábia estiveram em conflito permanente um com o outro. Gedara (GDRT) de Axum começou a interferir nos assuntos da Arábia do sul, assinando uma aliança com Sabá, e um texto himiarita refere que Hadramaute e Catabã foram também aliados contra o reino. Como resultado disto, o Reino de Axum foi capaz de capturar a capital himiarita de Zafar no primeiro quarto do século III. No entanto, as alianças não duraram muito, e Sha'ir Awtar de Sabá inesperadamente aliou-se a Hadramaute,  e logo depois com Axum e tomando a sua capital em 225. Himiar então aliou-se com Sabá e invadiu territórios axumitas recentemente conquistados, retomando Zafar, que estava sob o controle de Beiga (BYGT), filho de Gedara, e empurrando Axum de volta para Tiama. 
Eles estabeleceram sua capital em Zafar (atualmente apenas uma pequena aldeia na região do Ibb) e gradualmente absorveram o reino de Sabá. Comerciavam a partir do porto de Mauzá no Mar Vermelho. Dunaas, um rei himiarita, mudou a religião do Estado para o judaísmo no começo do século VI e começou a massacrar os cristãos. Indignado, Elesbão, o rei cristão de Axum, com o apoio do imperador bizantino Justino I, invadiu e anexou o Iêmem. Cerca de cinquenta anos depois, o Iêmem foi sucumbida pela Pérsia.

## Reino de Axum(520–570)
A cerca de 517-8, um rei judeu chamado Dunaas (também conhecido como Iúçufe Asar Iatar ou Yusuf Asar Yathar) usurpou o reinado de Himiar de Du-Xanatir (também conhecido como Maadcaribe Iafur ou Khani'ah Yanuf. Curiosamente, Zacarias de Mitilene no final do século VI disse que Dunaas tornou-se rei porque o rei anterior tinha morrido no inverno, quando os axumitas não poderiam cruzar o Mar Vermelho e nomear outro rei. O longo título de Maadcaribe Iafur põe em dúvida sua veracidade, no entanto. Após conquistar o poder, Dunaas atacou a guarnição axumita em Tifar, a capital himiarita, matando muitos e destruindo a igreja local.  O rei cristão Elesbão de Axum (Calebe) soube das perseguições dos cristãos por Dunaas e os axumitas, e, segundo Procópio, foi incentivada nomeadamente pelo seu aliado e amigo, o imperador bizantino Justiniano, que pediu ajuda a Axum para cortar o fornecimento de seda como parte de sua guerra econômica contra o Império Sassânida.
Elesbão enviou uma frota através do Mar Vermelho e foi capaz de derrotar Dunaas, que foi morto na batalha de acordo com uma inscrição de Husn al-Ghurab, enquanto a tradição posterior árabe diz que ele penetrou a cavalo nos redemoinhos do mar . Elesbão instalou um himiarita nativo como vice-rei, Esimifeu  (também conhecido como Sulaifa Axua ou Sulayfa Ashwa), que governou até 525, quando foi deposto pelo general axumita (ou soldado e ex-escravo)) Abramo com o apoio dos soldados etíopes insatisfeitos. Segundo fontes árabes tardias, Calebe retaliou mandando uma força de 3 000 homens sob o comando de um parente, mas as tropas desertaram e mataram seu líder, e uma segunda tentativa de reinar do rebelde Abramo também falhou.  Fontes etíopes posteriores afirmam que Calebe abdicou para viver seus últimos anos em um mosteiro e mandou a coroa para ser pendurada na Igreja do Santo Sepulcro em Jerusalém. Embora incerto, o evento parece ser ratificado pelas relações entre as suas moedas e as de seu sucessor, Ela Amida. Uma inscrição de Sumaifá Assua também menciona dois reis (Nagast) de Axum, indicando que os dois podem ter co-governado por um tempo antes de Calebe abdicar em favor de Ela Amida.
Procópio nota que Abramo, posteriormente, submeteu-se ao sucessor de Calebe, como confirmado por uma inscrição de Abramo de 543, falando de Axum antes dos territórios diretamente sob seu controle. Durante seu reinado, Abramo reparou a Barragem de Maribe em 543, e recebeu embaixadas da Pérsia e Império Bizantino, incluindo um pedido para libertar alguns bispos que tinham sido presos em Nísibis (de acordo com João de Éfeso, na Vida de Simeão). Abramo governou até pelo menos 547, e foi sucedido por seu filho, Axum. Axum (chamado "Jaxum" em fontes árabes) foi referido como "de Maafir" (ḏū maʻāfir), no litoral sudoeste do Iêmem, foi sucedido por seu irmão, Masruque. O controle axumita no Iêmem terminou em 570 com a invasão do idoso comandante Sassânida Uarizes que, de acordo com as lendas posteriores, tornou-se famoso por matar Masruque com sua seta certeira.
Fontes árabes também dizem que Abramo construiu uma grande igreja chamada Alcolais em Saná, a fim de desviar a peregrinação à Caaba, e morreria no Ano do Elefante (570) após o retorno de um ataque falhado a Meca (embora seja pensado que ele tenha morrido antes desse tempo).  A cronologia exata do início das guerras é incerta, como uma inscrição de 525 menciona a morte de um rei de Himiar, o que poderia se referir tanto ao vice-rei himiarita de Axum, Sumaifá Assua, ou Iúçufe Asar Iatar. As últimas crônicas árabes também mencionam ocorrendo em 525 um conflito entre Abramo e outro general axumita, nomeado Ariate, que teria sido líder da rebelião.

## Período sassânida(570–630)
O xá Cosroes I (r. 531–579), enviou tropas sob o comando de Uarizes, que ajudou a figura semi-lendária Ceife ibne Di Iazane a expulsar os etíopes axumitas do Iêmem. O sul da Arábia tornou-se um domínio persa sob um vassalo iemenita e assim entrou na esfera de influência do Império Sassânida. Mais tarde um outro exército foi enviado ao Iêmem, e em 597-8 o sul da Arábia tornou-se uma província do Império Sassânida sob um sátrapa persa. Era nominalmente uma província persa, mas depois que os persas assassinarem Iazane o Iêmem foi dividido em um grupo de reinos autônomos.
Este desenvolvimento foi uma conseqüência da política expansionista perseguida pelo xá Cosroes II (r. 590–628), cujo objetivo era consolidar áreas de fronteira persa tais como o Iêmem contra incursões dos romanos e bizantinos. Após a morte de Cosroes em 628, o governador persa no sul da Arábia, Badanes, converteu-se ao islamismo e o Iêmem adotou uma nova religião.